# Monte Sacro (Gargano)
Il Monte Sacro è un monte alto 874 metri situato nel Gargano orientale.

## Geografia

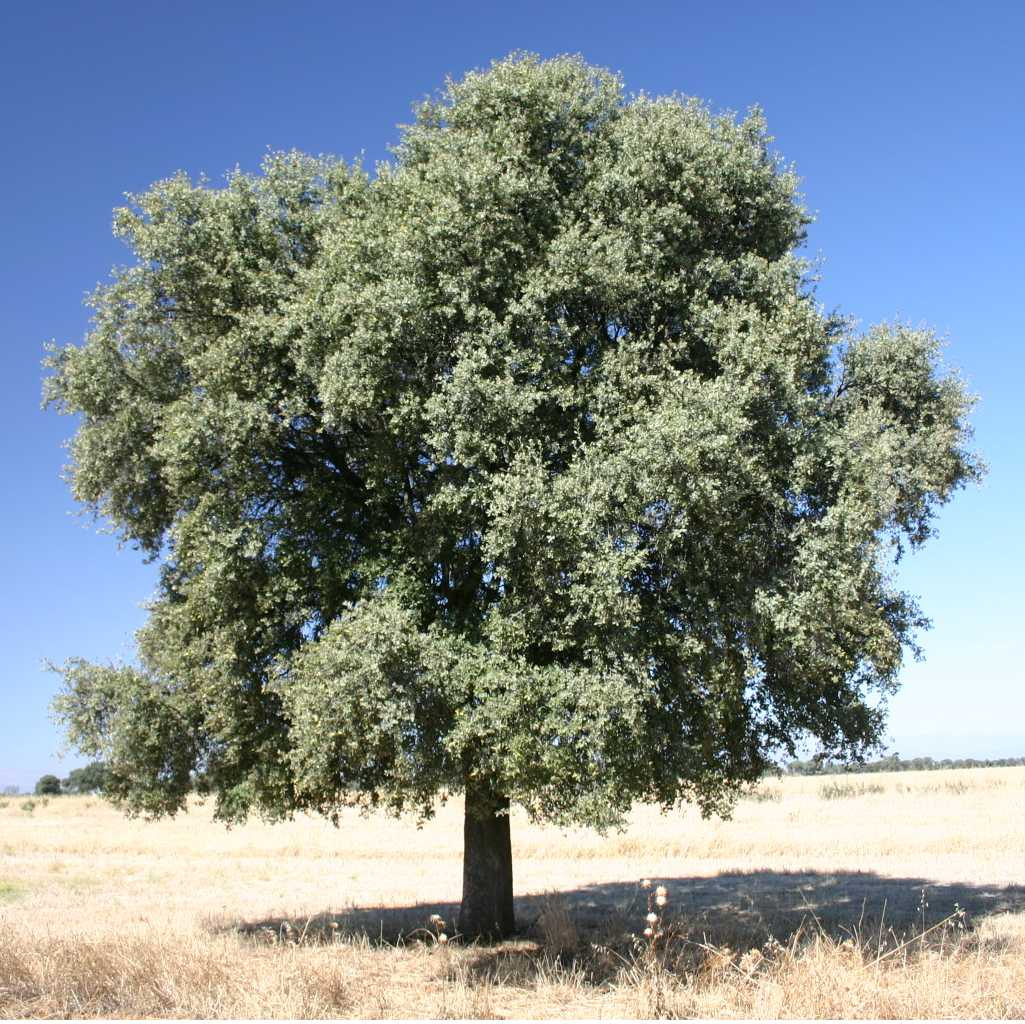
Leccio

Monte Sacro, la vetta più alta del Gargano orientale a nord di Mattinata, si eleva sino a 874 metri sul livello del mare. Il promontorio è costituito da calcare, risalente al cretaceo e all'eocene, con tracce di tufo miocenico e pliocenico, ricco di argilla, per cui le rocce sono di colore variabile dal grigio rossastro al rosso oscuro. Il paesaggio è caratterizzato da querce, rimboschimenti di pino nero, olmi, cipressi e, nelle esposizioni più fresche, anche carpino nero e roverella. La pendice sud-est del rilievo è ricoperta per circa metà da un bosco ceduo di leccio, orniello ed erica arborea. Il leccio, in linguaggio botanico quercus ilex, è tipico della macchia mediterranea e cresce dal livello del mare fino agli 800-900 metri di altitudine. I boschi di leccio rappresentano qui le tracce delle antiche foreste sempreverdi del Gargano e della Puglia, risparmiati dai tagli indiscriminati. La superficie boschiva si è notevolmente contratta, degradata dal continuo pascolo e dagli incendi.

## Storia
Nel IV secolo d.C. il monte era ancora conosciuto come Monte Dodoneo, consacrato al culto pagano di Giove e soltanto dopo la distruzione dei simulacri e la dedica alla SS. Trinità fu cambiata la denominazione in Monte Sacro.

## Luoghi d'interesse
Abbazia della Santissima Trinità di Monte Sacro